# Dermestoides
Dermestoides — род жесткокрылых насекомых семейства пестряков.

## Описание
Концевой членик обеих пар щупиков цилиндрический.

## Систематика
В составе рода:
- Dermestoides damicornis (Fabricius, 1798)
- Dermestoides sanguinicollis (Fabricius, 1782)